# Zyzomys
Zyzomys (Thomas, 1909) è un genere di Roditori della famiglia dei Muridi.

## Descrizione

### Dimensioni
Al genere Zyzomys appartengono roditori di medie dimensioni, con lunghezza della testa e del corpo tra 73 e 200 mm, la lunghezza della coda tra 80 e 150 mm e un peso fino a 210 g.

### Caratteristiche craniche e dentarie
Il cranio è piccolo, senza creste sopra-orbitali. Il rostro è lungo, la scatola cranica è ampia. Le bolle timpaniche sono piccole.
Sono caratterizzati dalla seguente formula dentaria:

### Aspetto
Il corpo è snello, la coda è generalmente lunga come la testa e il corpo, è rigonfia alla base dove c'è un accumulo di grasso ed è ricoperta fittamente di peli. Le zampe sono di dimensioni e forma normali. Le femmine hanno due paia di mammelle inguinali.

## Distribuzione
Questo genere è diffuso in Australia.

## Tassonomia
Il genere comprende 5 specie.
- Zyzomys argurus
- Zyzomys maini
- Zyzomys palatilis
- Zyzomys pedunculatus
- Zyzomys woodwardi